# Ludkovice
Ludkovice är en ort i Tjeckien.   Den ligger i regionen Zlín, i den östra delen av landet, 260 km öster om huvudstaden Prag. Ludkovice ligger 261 meter över havet och antalet invånare är 687.
Terrängen runt Ludkovice är platt åt sydväst, men åt nordost är den kuperad. Ludkovice ligger nere i en dal. Runt Ludkovice är det ganska tätbefolkat, med 104 invånare per kvadratkilometer. Närmaste större samhälle är Zlín, 13,0 km norr om Ludkovice. Omgivningarna runt Ludkovice är en mosaik av jordbruksmark och naturlig växtlighet.